# Международный аэропорт имени Гарри Рида
Международный аэропорт имени Гарри Рида (до 14 декабря 2021 года — Международный аэропорт Мак-Карран) (ИАТА: LAS, ИКАО: KLAS, FAA LID: LAS) — главный коммерческий аэропорт города Лас-Вегас и округа Кларк (штат Невада, США).
Порт расположен в 8 километрах к югу от центра Лас-Вегаса в неиндустриальной зоне Парадайз и занимает площадь в 11 квадратных километров. Мак-Карран находится в муниципальной собственности округа Кларк и эксплуатируется Департаментом авиации округа (Clark County Department of Aviation (DOA)). Своё нынешнее название аэропорт получил по имени бывшего сенатора Невады Пэта Маккарана (Pat McCarran).
В 2007 году Мак-Карран занял 14-е место среди крупнейших аэропортов мира по показателю пассажирооборота, обслужив за год 46 961 011 человек, и 6-е место по количеству взлётов и посадок — 609 472 операций в год.
Аэропорт является одним из транзитных узлов для авиакомпаний Allegiant Air, US Airways, а также главным хабом бюджетной авиакомпании Southwest Airlines.
По состоянию на сентябрь 2008 года за Southwest Airlines в аэропорту была закреплена 21 зона выходов на посадку (гейты). Компания US Airways использовала аэропорт в основном для своих транзитных рейсов в ночное время, её маршрутная сеть в Мак-Карран была построена авиакомпанией America West Airlines (AWA) в 1986 года, а позднее была поглощена компанией US Airways. В связи с энергетическим кризисом 2008 года транзитный ночной узел был закрыт и к концу года было сокращено ещё семь маршрутов US Arways, что привело к резкому снижению пассажирского потока через аэропорт.
В пятёрку крупнейших авиакомпаний, работающих через Мак-Карран, по объёму пассажирских перевозок входят Southwest Airlines — 34,63 %, US Airways/US Airways Express — 21,98 %, United Airlines/United Express — 7,16 %, Delta Air Lines/Delta Connection — 5,64 % и American Airlines/American Eagle — 4,84 %.
Максимальная пропускная способность аэропорта оценивается в 53 миллиона пассажиров и 625 тысяч операций взлётов/посадок. Предполагалось, что Мак-Карран достигнет своих предельных показателей ориентировочно к 2017 году; для разгрузки аэропорта планировалось построить дополнительный международный аэропорт Ivanpah.

## История

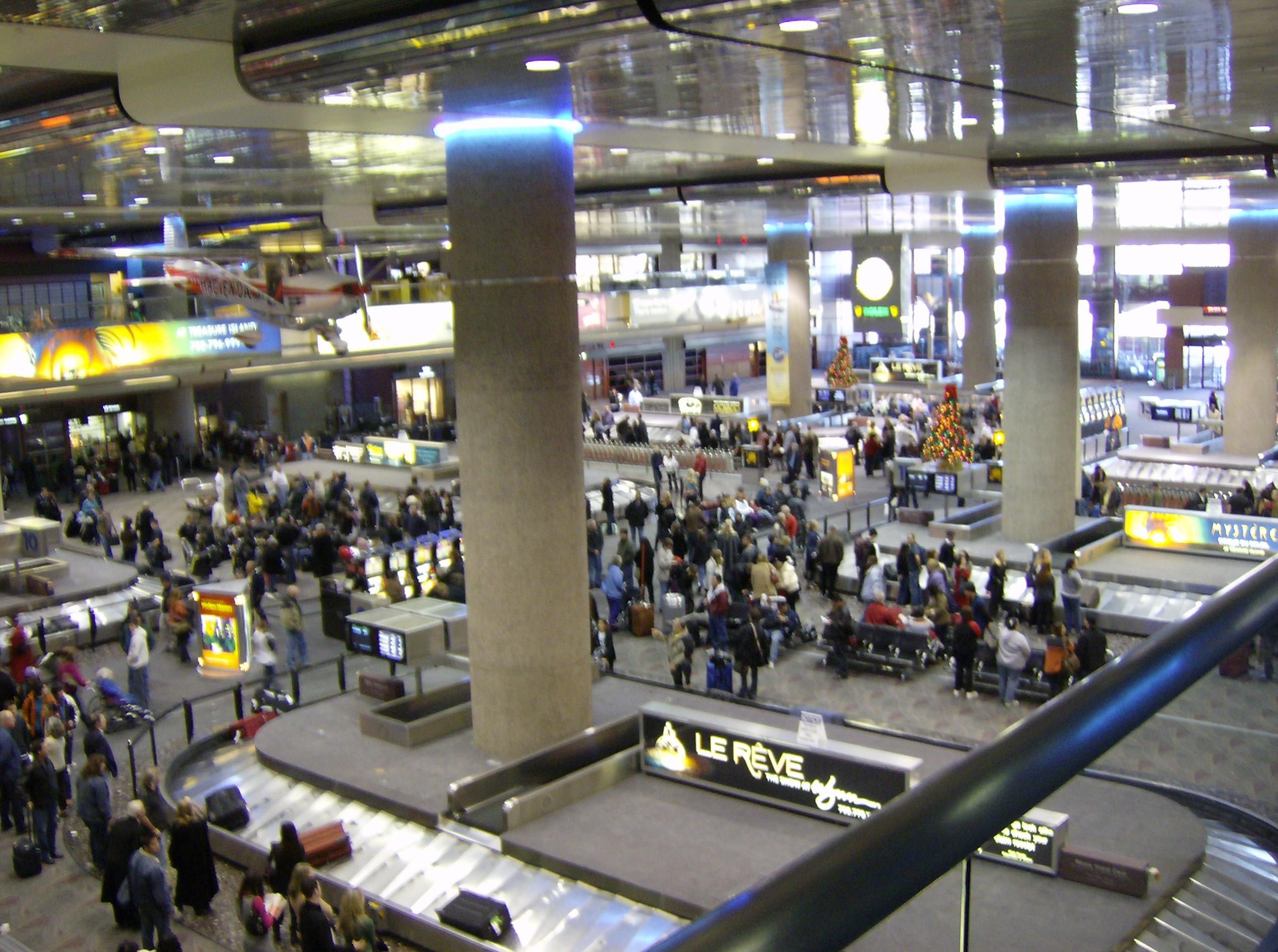
В зале получения багажа

История Международного аэропорта Лас-Вегаса восходит к 1942 году, когда американский авиатор Джордж Крокетт основал небольшую площадку под названием «Аэропорт Аламо» на месте будущего аэропорта. В 1948 году Аэропорт Аламо приобрёл муниципалитет округа Кларк, назвав его Clark County Public Airport, а 20 декабря того же года аэропорт был переименован в Мак-Карран в честь сенатора США от штата Невада Пэта Маккарана, являвшегося автором Закона США о гражданской авиации.
К этому времени порт уже обслуживал полтора миллиона пассажиров в год с ежегодным увеличением объёма перевозок, поэтому для дальнейшего расширения площадей в марте 1963 года был введён в эксплуатацию новый терминальный комплекс.
Новые здания проектировались сначала по образу пассажирского терминала Trans World Airlines в Международном аэропорту имени Джона Кеннеди в Нью-Йорке, однако семь лет спустя по этим проектам был построен терминал авиакомпании United Airlines в Международном аэропорту Чикаго (О’Хара).
В 1978 году сенатор Говард Кэннон (Howard Cannon) сумел провести через Конгресс США «Закон о дерегулировании авиакомпаний». Отныне авиакомпании не обязаны были получать разрешения Федерального правительства на открытие новых маршрутов, однако вместо этого были обязаны открывать дополнительные регулярные рейсы в небольшие города из аэропорта своего базирования. Сразу же после подписания этого Закона количество авиакомпаний в Мак-Карран выросло с семи до четырнадцати.
В том же 1978 году был принят комплексный план развития аэропорта, получивший название McCarran-2000, общая стоимость которого составляла 300 миллионов долларов с финансированием за счёт выпуска долговых обязательств с 1982 года. Три этапа реконструкции аэропорта включали в себя строительство нового центрального терминала, девяти уровней парковок, дополнительных взлётно-посадочных полос и расширения существующих, обновление пассажирских залов и торговой зоны, а также строительство нового подземного перехода между терминалами и реконструкция автомагистрали к аэропорту. Первый этап проекта был начат в 1985-м и завершён в 1987 году.

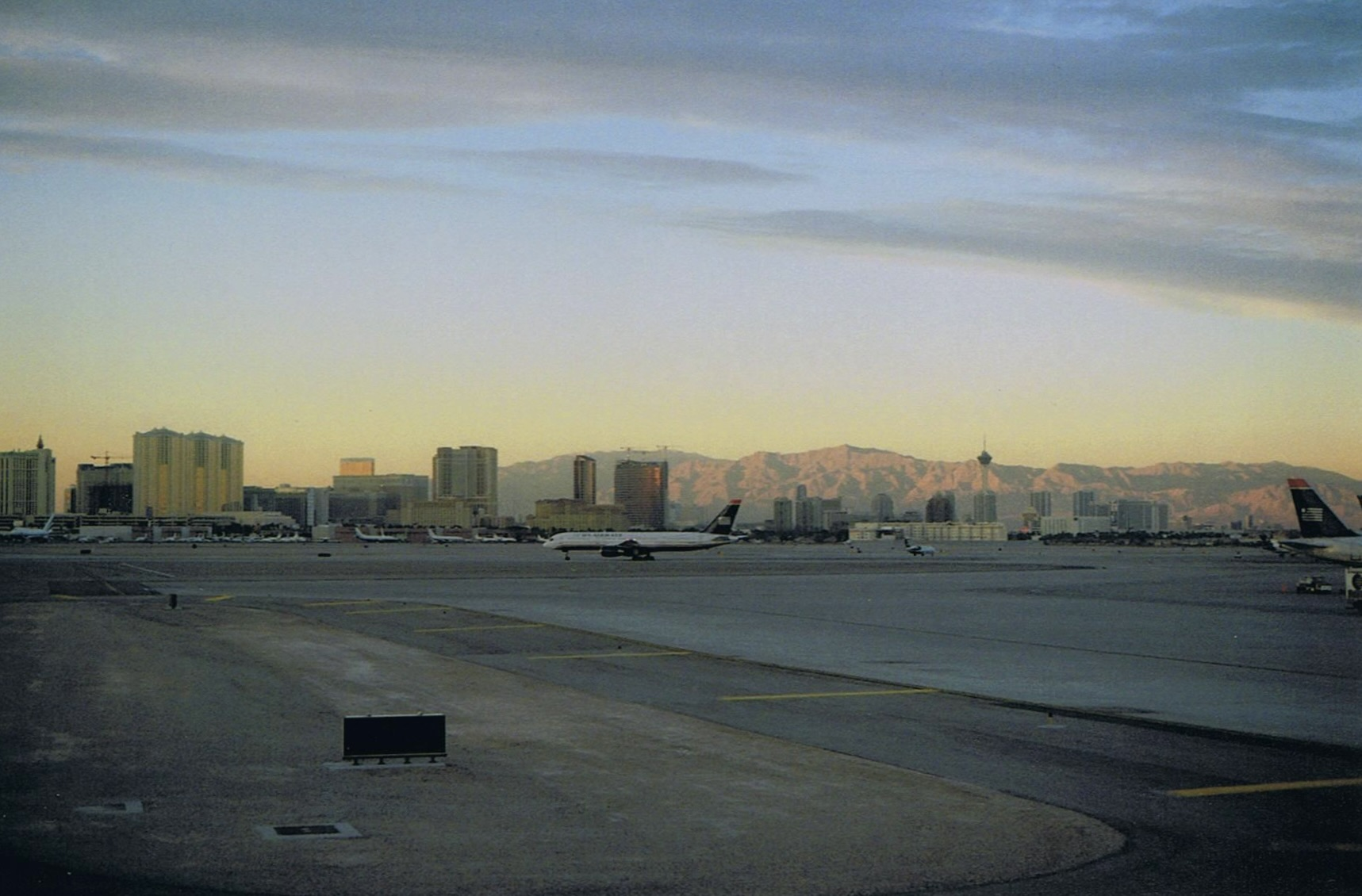
Взлётно-посадочная полоса аэропорта

В 1990-х годах все стойки регистрации и выходы на посадку (гейты) были оснащены компьютерным оборудованием. CUTE (Common Use Terminal Equipment) — платформа общего доступа и по сути система регистрации и посадки пассажиров позволила авиакомпаниям проводить эти операции в единой базе данных на разных гейтах, исключив необходимость каждой компании иметь собственную отдельную систему автоматизации процессов и привязку к «своим» стойкам регистрации и гейтам. Аэропорты Лос-Анджелеса и Сан-Франциско начинали внедрять CUTE раньше Мак-Карран, однако даже в конце 2008 года Мак-Карран остаётся единственным крупным аэропортом США, полностью оснащённым этой системой (Уайт-Плейнз в штате Нью-Йорк также на 100 % использует CUTE, только в нём эксплуатируются лишь восемь гейтов).
В 1998 году в аэропорту открылись два крыла к зоне D — юго-западное и юго-восточное, содержащие 28 гейтов. Строительство этих дополнений велось вне рамок первоначального проекта McCarran-2000.

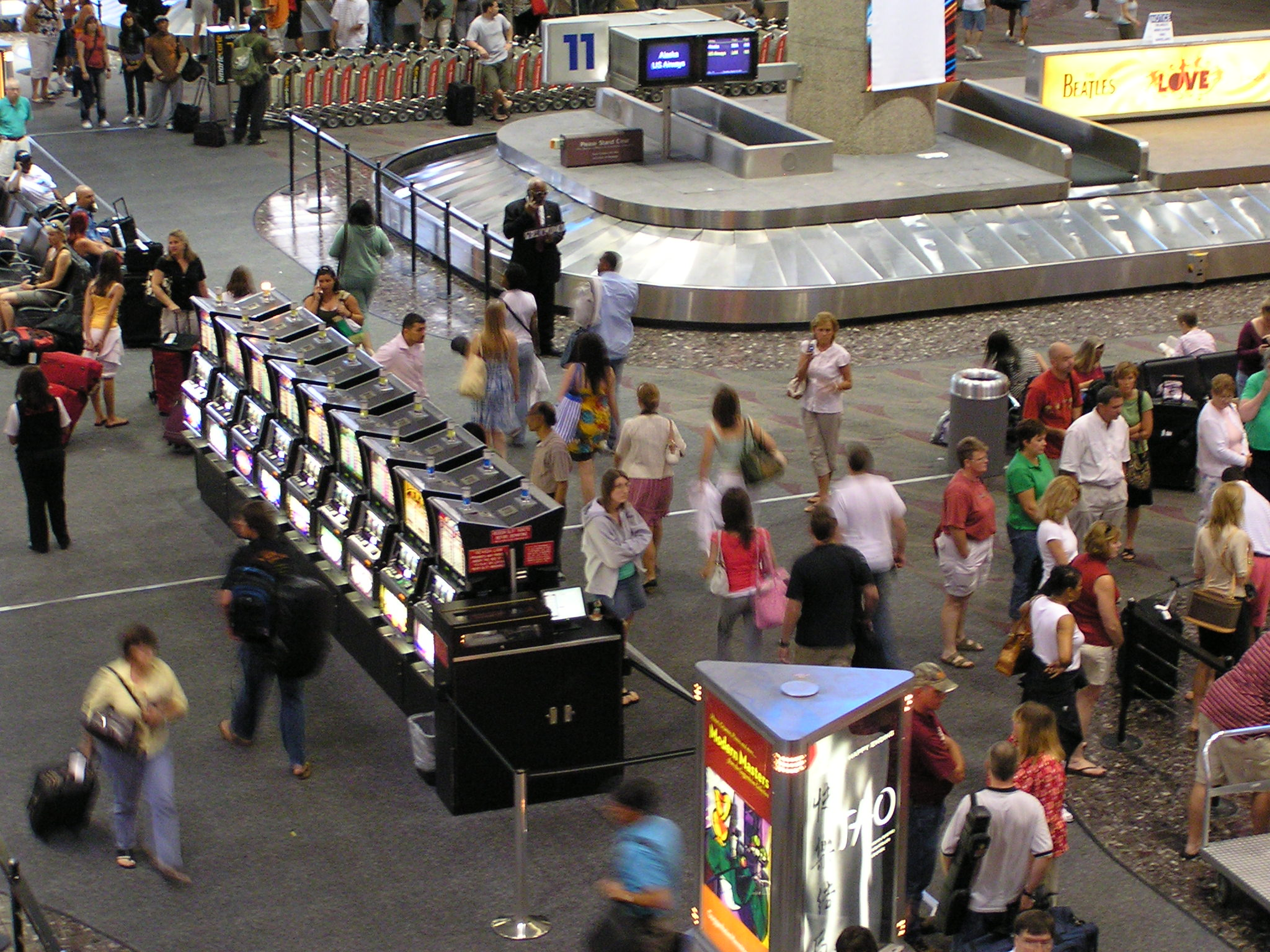
Сортировочный автомат в зоне оформления багажа

15 октября 2003 года в аэропорту были установлены терминалы быстрой регистрации (англ. SpeedCheck kiosks). Мак-Карран стал первым аэропортом в США, внедрившим услуги быстрой регистрации, и первым в мире, предоставившим пассажирам возможность регистрации билетов в любом терминале, вне зависимости от того, какой авиакомпанией выполняется рейс. Через некоторое время были введены в эксплуатацию шесть терминалов в выставочном комплексе Лас-Вегаса Las Vegas Convention Center, теперь пассажиры могли регистрироваться и получать посадочные талоны по пути в аэропорт. В 2005 году к данной системе регистрации была добавлена услуга печати багажных квитанций.
4 января 2005 года аэропорт начал предоставлять услуги бесплатного беспроводного интернета. Установленный девайс имеет зону покрытия в 180 тысяч квадратных метров и на то время был самой большой в мире базой бесплатного беспроводного доступа.
В том же году Мак-Карран открыл северо-восточное крыло зоны D с новыми 10 выходами на посадку.
Новый комплекс парковки и аренды автомобилей, расположенный в пяти километрах от терминалов аэропорта, был открыт 4 апреля 2007 года. Комплекс занимает 280 тысяч квадратных метров и рассчитан на 5 тысяч парковочных мест, между терминалами аэровокзала и автокомплексом действует автобусное сообщение. В самом здании работают 11 компаний по аренде автомобилей, из них фирмы Advantage, Savmore, Payless и Enterprise в ближайшее время введут в действие штрих-кодовую систему контроля доступа.

## Терминалы и авиакомпании
Международный аэропорт Мак-Карран имеет два пассажирских терминала общего назначения. Остальные терминалы предназначены для обслуживания частных самолётов, рейсов по контрактам с правительством США, эксклюзивных рейсов и грузовых авиаперевозок.

### Терминал 1

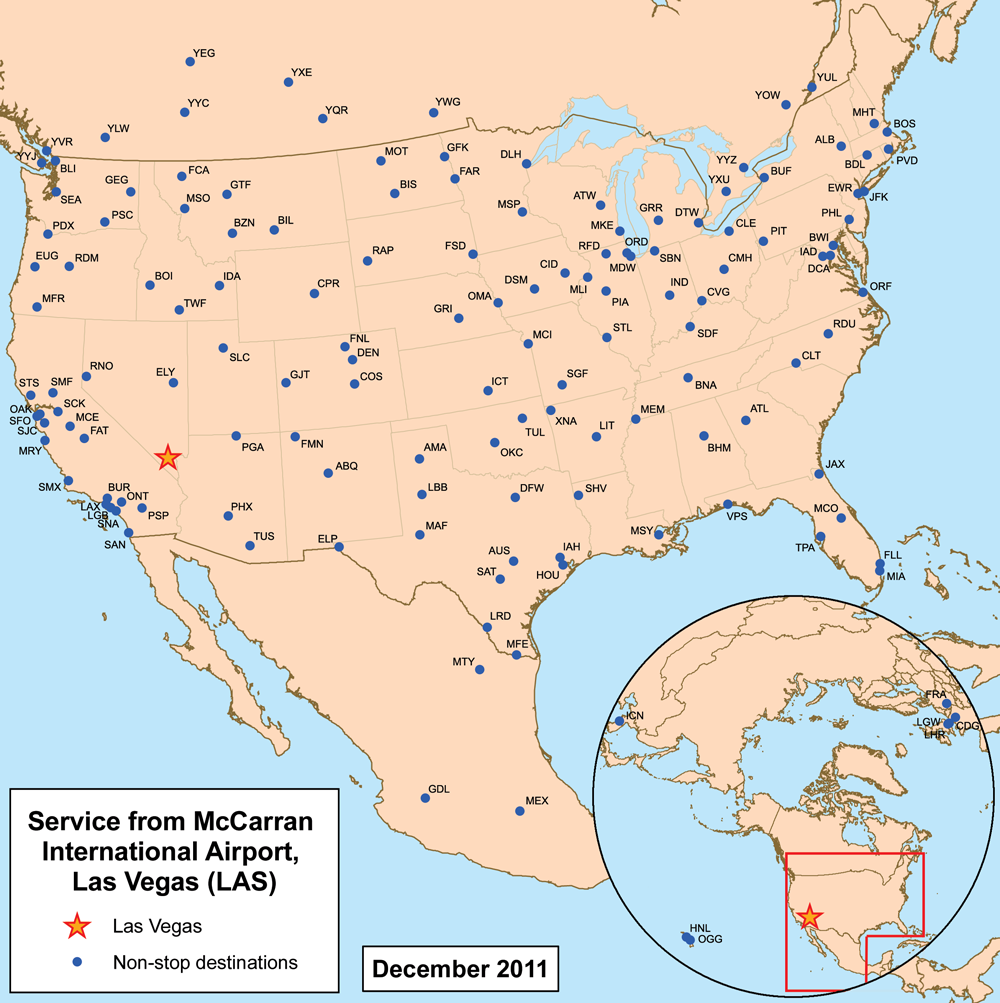
Беспосадочные рейсы из аэропорта Мак-Карран

Терминал 1 обрабатывает большинство рейсов и использует 96 выходов на посадку в 4-х зонах. Зоны C и D соединяются с зонами регистрации билетов и получения багажа посредством системы травалаторов.

#### Зона А
| Авиакомпания                                 | Направления |
| -------------------------------------------- | --- |
| US Airways                                   | Балтимор (прекращается 8 июля 2009), Бостон, Калгари (прекращается 2 июля 2009), Шарлотт, Чикаго (О’Хара), Даллас/Форт-Уэрт, Детройт, Эдмонтон (прекращается 10 мая 2009), Форт-Лодердейл, Лос-Анджелес, Миннеаполис/Сент-Пол, Нью-Йорк (JFK) (прекращается 10 мая 2009), округ Ориндж, Орландо, Филадельфия, Финикс, Питсбург, Портленд (прекращается 9 июля 2009), Сакраменто, Сан-Диего, Сан-Франциско, Сан-Хосе (Калифорния), Сиэтл/Такома, Торонто (Пирсон), Ванкувер, Вашингтон (Интерконтинентал), Ньюарк |
| US Airways Express выполняется Mesa Airlines | Фресно, Санта-Барбара |

#### Зона В
Зона В содержит 20 гейтов: B1-B4, B6, B8-B12, B14, B15, B17 и B19-B25.

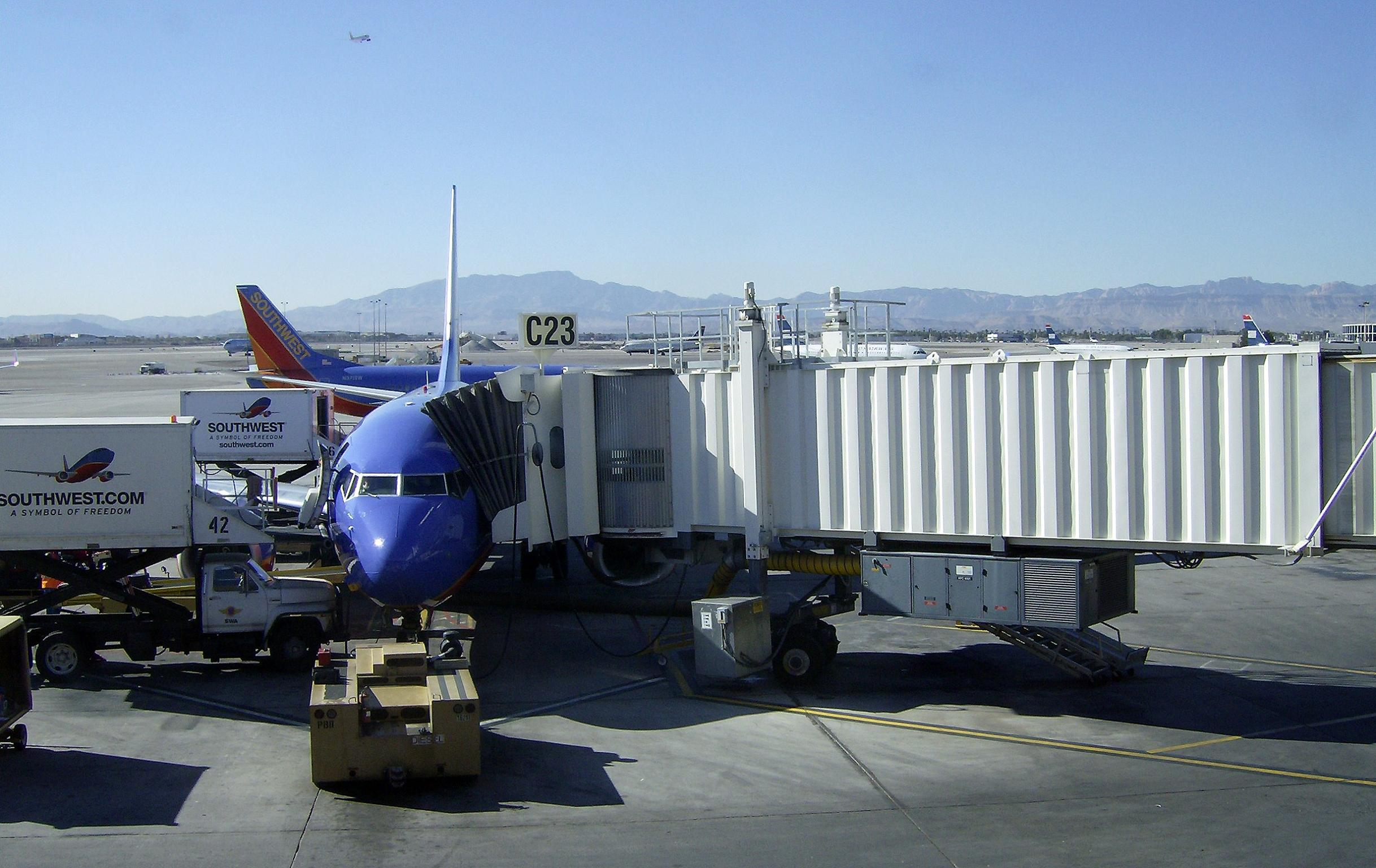
Гейт авиакомпании Southwest Airlines

| Авиакомпания                                 | Направления |
| -------------------------------------------- | --- |
| Southwest Airlines                           | Олбани, Альбукерке, Амарильо, Остин, Балтимор, Бирмингем (Алабама), Бойс, Буффало, Бербанк, Чикаго (Мидуэй), Кливленд, Колумбус (Огайо), Денвер, Эль-Пасо, Форт-Лодердейл, Хартфорд/Спрингфилд, Хьюстон (Хобби), Индианаполис, Джэксонвилл (Флорида), Канзас, Литл-Рок, Лонг-Айленд, Лос-Анджелес, Луисвилл, Лаббок, Манчестер (Нью-Гэмпшир), Мидленд/Одесса, Нашвилл, Новый Орлеан, Норфолк, Окленд, Оклахома, Омаха, Онтарио, округ Ориндж, Орландо, Филадельфия, Финикс, Питсбург, Портленд, Провиденс, Роли/Дарем, Рино, Сакраменто, Сент-Луис, Солт-Лейк-Сити, Сан-Антонио, Сан-Диего, Сан-Франциско, Сан-Хосе (Калифорния), Сиэтл/Такома, Спокан, Тампа, Таксон, Талса, Вашингтон (Даллес) |
| US Airways                                   | (направления — см. Зону А) |
| US Airways Express выполняется Mesa Airlines | (направления — см. Зону А) |
| WestJet                                      | Калгари, Эдмонтон, Киловна (сезонный), Реджин (сезонный), Саскатун (сезонный), Торонто (Пирсон), Ванкувер, Виктория (сезонный), Виннипег |

#### Зона С
В Зоне С работают 20 гейтов: C1-C4, C5, C7-C9, C11, C12, C14, C16, C18, C19 и C21-C26.
| Авиакомпания       | Направления                |
| ------------------ | -------------------------- |
| Southwest Airlines | (направления — см. Зону В) |

#### Зона D
Зона D содержит 47 гейтов: D1-D12, D14, D16-D26, D31-D43 и D45-D55.

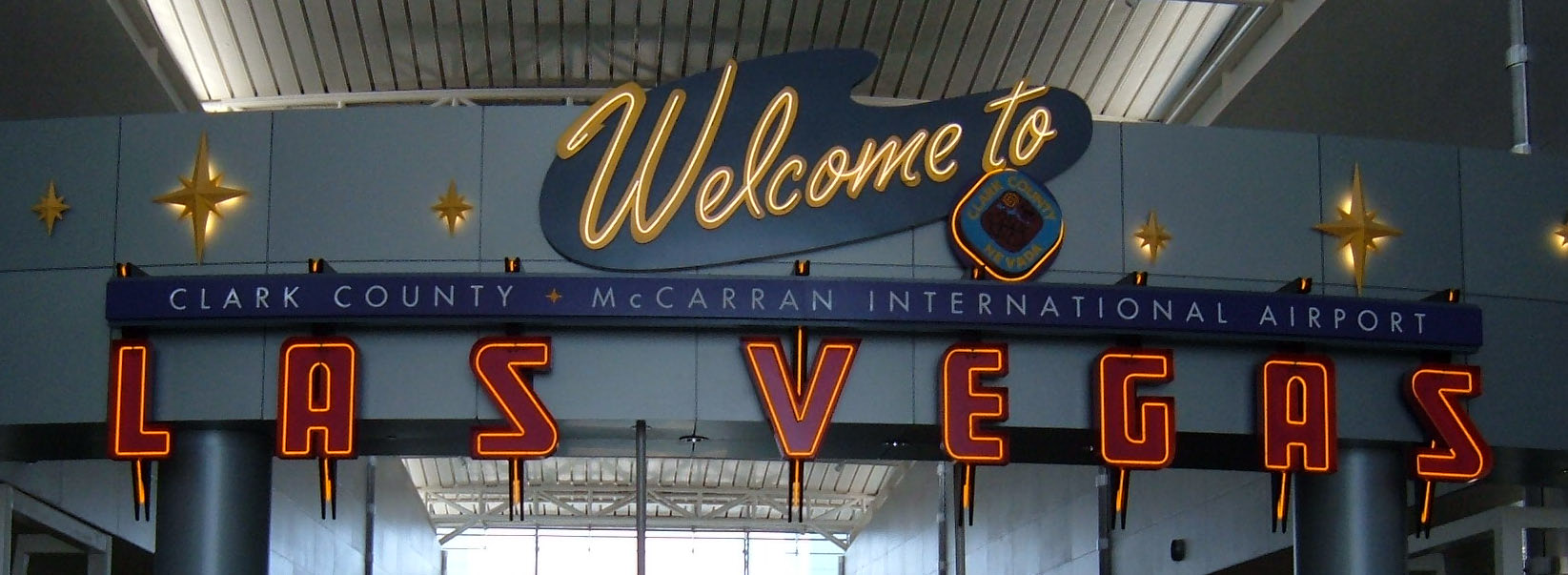
«Добро пожаловать в Лас-Вегас» на входе в Зону D аэровокзала

Схема Международного аэропорта Маккаран

| Авиакомпания                      | Направления |
| --------------------------------- | --- |
| AirTran Airways                   | Атланта, Милуоки |
| Alaska Airlines                   | Портленд, Сиэтл/Такома |
| Horizon Air                       | Санта-Роза/Сонома-Каунти |
| Allegiant Air                     | Аплтон, Беллингхем, Биллингс, Бисмарк, Бозмен, Каспер, Сидар-Рапидс/Айова-Сити, Чикаго (Рокфорд), Колорадо-Спрингс, Де-Мойн, Далат, Юджин, Фарго, Форт-Коллинс/Лавленд, Фресно, Гранд-Форкс, Гранд-Айленд, Гранд-Джанкшен, Великие озёра, Айдахо-Фолс, Калиспелл, Ларедо, МакАллен (Техас), Мэдфорд, Миссула, Монтерей, Паско, Пеория, Рапид-Сити, Редмонд (Бэнд), Рочестер, Санта-Барбара, Санта-Мария (Калифорния), Шривпорт, Су-Фолс, Саут-Бенд, Спрингфилд, Стоктон, Уичито |
| American Airlines                 | Чикаго (О’Хара), Даллас/Форт-Уэрт, Лос-Анджелес, Майами, Нью-Йорк (JFK), Сент-Луис |
| Continental Airlines              | Кливленд, Хьюстон (Интерконтинентал), Ньюарк |
| Delta Air Lines: Delta Connection | Атланта, Цинциннати/Северный Кентукки, Нью-Йорк (JFK), Солт-Лейк-Сити |
| Delta Air Lines: Mesaba Airlines  | Лос-Анджелес, Солт-Лейк-Сити |
| Delta Air Lines: SkyWest Airlines | Солт-Лейк-Сити |
| Frontier Airlines                 | Денвер |
| JetBlue Airways                   | Бостон, Бербанк, Лонг-Бич, Нью-Йорк (JFK), Солт-Лейк-Сити (до 30 апреля 2009) |
| Midwest Airlines                  | Милуоки |
| Northwest Airlines                | Детройт, Индианаполис, Лос-Анджелес, Мемфис, Миннеаполис/Сент-Пол |
| Spirit Airlines                   | Детройт, Форт-Лодердейл (возобновляется 1 мая 2009) |
| Sun Country Airlines              | Миннеаполис/Сент-Пол |
| United Airlines: United Express   | Чикаго (О’Хара), Денвер, Лос-Анджелес, Сан-Франциско, Вашингтон (Даллес) |
| United Airlines: SkyWest Airlines | Фресно, Палм-Спрингс |
| Virgin America                    | Нью-Йорк (JFK), Сан-Франциско |

### Терминал 2

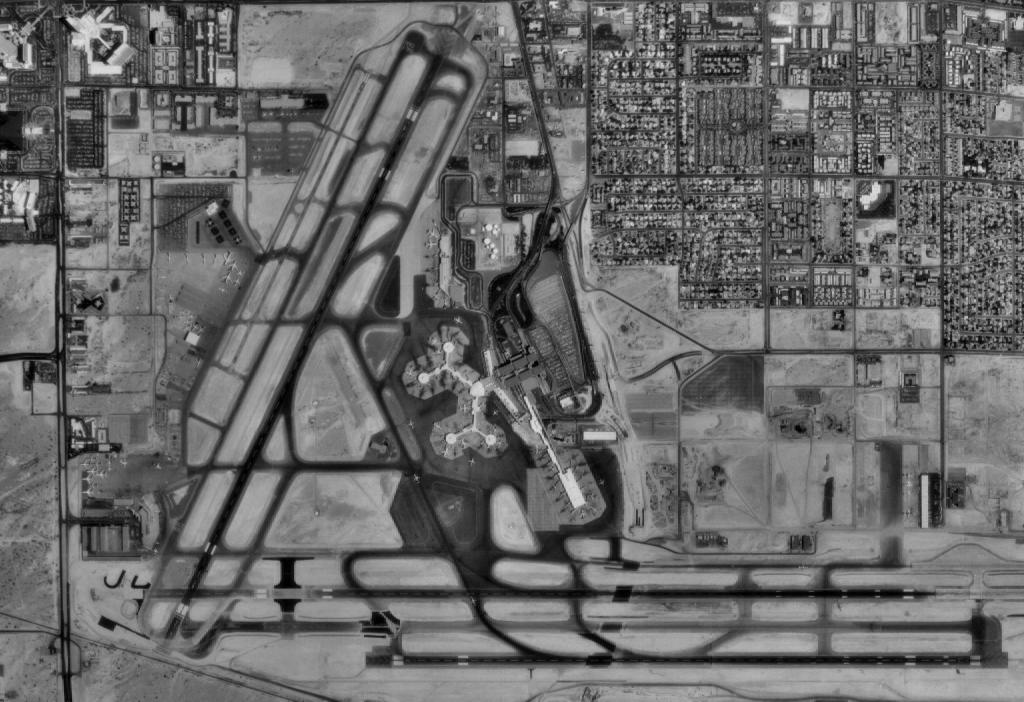
Аэропорт Маккаран, вид с орбиты

Терминал 2 содержит восемь гейтов (с T2-1 по T2-8), четыре из которых отведены для международных рейсов. Все пассажиры, прибывшие из-за границы обязаны пройти через таможенный досмотр в Терминале 2 (кроме рейсов авиакомпании WestJet, прибытия которой обслуживаются в Терминале 1). Также, Терминал 2 обслуживает большинство чартерных рейсов.
| Авиакомпания                  | Направления                                                     |
| ----------------------------- | --------------------------------------------------------------- |
| Aeroméxico                    | Гвадалахара (сезонный), Мехико, Монтеррей                       |
| Aeroméxico Connect            | Эрмосильо                                                       |
| Air Canada                    | Калгари, Эдмонтон, Монреаль (Трюдо), Торонто (Пирсон), Ванкувер |
| Aviacsa                       | Гвадалахара, Монтеррей                                          |
| British Midland International | Манчестер (Великобритания) (прекращается с 25 апреля)           |
| Condor Airlines               | Франкфурт                                                       |
| Hawaiian Airlines             | Гонолулу                                                        |
| Korean Air                    | Сеул (Инчон)                                                    |
| Mexicana de Aviación          | Гвадалахара, Лос-Кабос, Мехико                                  |
| Philippine Airlines           | Манила, Ванкувер                                                |
| Sunwing Airlines              | Калгари, Монреаль (Трюдо), Торонто (Пирсон), Ванкувер           |
| Virgin Atlantic Airways       | Лондон (Гатвик)                                                 |

### Чартеры
Помимо регулярных маршрутов Маккаран обслуживает массу чартерных рейсов и для некоторых чартерных авиакомпаний аэропорт является базовым:
| Авиакомпания           | Направления                                 |
| ---------------------- | ------------------------------------------- |
| Omni Air International | Гонолулу                                    |
| Thomas Cook Airlines   | Белфаст, Глазго, Манчестер (Великобритания) |
| Skyservice             | Торонто (Пирсон)                            |

### Грузовой терминал
Помимо множества грузовых рейсов, за двумя авиакомпаниями закреплены отдельные площади терминала:
| Авиакомпания  | Направления        |
| ------------- | ------------------ |
| FedEx Express | Мемфис             |
| UPS Airlines  | Льюисвилл, Онтарио |

## Транспорт
Из аэропорта в северную часть Лас-Вегаса можно доехать на автобусах муниципального маршрута № 593, отправляющихся с Тропикана-авеню, в южную часть и до кольцевой автодороги города — на автобусах маршрута № 215. Выходы к автобусным стоянкам находятся на Парадайз-роуд/Свенсон-стрит и в туннеле аэровокзала, сами стоянки — на нулевом уровне Терминала 1 здания аэровокзала.
Кроме этого, работают автобусный маршрут № 108 «Аэропорт — Лас-Вегас-Даунтаун» и маршрут 109А — бесплатный провоз пассажиров до комплекса парковки и проката автомобилей «McCarran Airport’s Consolidated Rental Car Facility», расположенной на 7135 Gilespie Street.

## Планы
В ближайшем будущем Мак-Карран планирует провести ряд проектов по строительству и реконструкции объектов аэропорта:
- введение в эксплуатацию нового Терминала 3. Бюджет строительства терминала составляет 1.6 миллиардов долларов США, открытие планируется в начале 2012 года. Терминал 3 будет содержать 14 дополнительных гейтов, из них шесть гейтов — для международных линий и аналогично Терминалу 2 будет включать в себя билетные кассы, стойки регистрации, багажные карусели и автомобильные стоянки. С вводом в действие нового терминала общее количество гейтов аэропорта состав 117 единиц;
- строительство ответвления монорельсовой дороги Лас-Вегаса до аэропорта. Данные проект пока находится в стадии рассмотрения, в случае его реализации в Терминалах 1 и 3 будут построены дополнительные подземные пассажирские станции монорельсовой дороги;
- реконструкция телетрапов Терминала 1 — выполняется в настоящее время;
- реконструкция взлётно-посадочной полосы 7R/25L, ожидаемая дата окончания работ — 1 мая 2009 года.

## Аварии и происшествия
8 сентября 2015 года у авиалайнера Boeing 777-236ER авиакомпании British Airways (рейс BA2276 Лас-Вегас—Лондон) при разбеге по полосе загорелся двигатель № 1 (левый). Пилотам удалось прервать взлёт, после чего началась эвакуация, которая прошла успешно. Никто из 170 человек, находившихся на борту, не погиб, но 14 пассажиров получили ранения.